# 원격 데이터 오브젝트
원격 데이터 오브젝트(Remote Data Objects, RDO)는 윈도우 95 이상의 운영 체제에서 주로 마이크로소프트 비주얼 베이직 응용 프로그램에 쓰이는 데이터 접속 API의 이름이다. 여기에는 데이터베이스 접속, 쿼리, 저장 프로시저, 결과 조작, 변경 사항 커밋을 포함한다. 이를 이용하면 개발자들이 ODBC 데이터 소스와 직접 상호 작용할 수 있는 인터페이스를 만들 수 있으며 상대적으로 복잡한 ODBC API를 다룰 필요가 없다.
원격 데이터 오브젝트는 비주얼 베이직 버전 4, 5, 6에 포함되었으며, RDO의 마지막 버전은 2.0이다.

## 같이 보기
- ADO.NET